# 威斯敏斯特钟声
威斯敏斯特钟声，又名威斯敏斯特旋律、西敏寺钟声，是英国伦敦威斯敏斯特宫大笨钟报时用的乐曲，也是国际通行的一种报时音乐。因为其最初来源于剑桥大圣玛利亚教堂，有时也被称作剑桥钟声。

## 曲调
威斯敏斯特旋律包括五个片段，每个片段都仅由E大调的B3、E4、F♯4和G♯4四个音高组成。
而五个片段分别是：
1. g♯4, f♯4,  e4, b3
2. e4, g♯4, f♯4, b3
3. e4, f♯4, g♯4, e4
4. g♯4,  e4, f♯4, b3
5. b3, f♯4, g♯4, e4

每个片段的前三个音演奏四分音符的时长，最后一个音演奏附点二分音符的时长。

## 播放规则
每隔十五分钟敲响一次，五个片段按照特定的顺序进行播放，每个片段在一个小时内都会被播放两次。此外，整点报时在播完威斯敏斯特旋律后进行，敲一次表示一点整、敲两次表示二点整，依此类推。具体播放的顺序如下：
| 过整点十五分钟（一刻） | 播放第⑴片段                                    |
|                        | 您的浏览器不支持播放音频。您可以下载音频文件。 |
| 半点                   | 播放第⑵、⑶片段                                 |
|                        | 您的浏览器不支持播放音频。您可以下载音频文件。 |
| 过半点十五分钟（三刻） | 播放第⑷、⑸、⑴片段                              |
|                        | 您的浏览器不支持播放音频。您可以下载音频文件。 |
| 整点                   | 播放第⑵、⑶、⑷、⑸片段（报时）                   |
|                        | 您的浏览器不支持播放音频。您可以下载音频文件。 |

可以发现，在一个小时的循环中，一刻和三刻以属音B结束，半点和整点以主音E结束，使得威斯敏斯特旋律达到了令人满意的音乐效果。

## 各地應用
- 在中国大陆，上海江海关钟楼[2]、武汉江汉关大楼[3]、广州粤海关大楼[4]、北京西站等建筑也正在使用或曾经使用过“威斯敏斯特旋律”；2011年起北京卫视的台徽片中借用此旋律[5]。

- 臺灣有8成學校採用此旋律做為上下課之識別铃声[1]，在中國大陸、香港和日本的大量學校亦是如此。

- 作為前英國殖民地的香港，香港立法會至今仍然用此旋律為傳召議員的鐘聲，俗稱點人數。